# Странстващ гълъб
Странстващият гълъб (Ectopistes migratorius) е изчезнал вид гълъб.

## Разпространение
През XIX век странстващите гълъби вероятно са били най-често срещаните птици в източната и централната част на Северна Америка.

## Начин на живот
Странстващите гълъби са се събирали на огромни ята и техните миграции затъмнявали небето с часове.

## Заплахи и изчезване
На пазарите в Ню Йорк са се продавали заклани и почистени странстващи гълъби по едно пени парчето.
Орнитологът Александър Уилсън е пресметнал, че едно наблюдавано от него ято е съдържало повече от 2 млрд. птици. Около 100 години по-късно, на 1 септември 1914 г., последният странстващ гълъб на земята – птица на име Марта – е умрял в зоологическата градина в Синсинати.
Видът е бил станал жертва на най-смъртоносния хищник на планетата – съвременните хора. Никой не се е заел специално да изтреби странстващите гълъби; и едва ли някой в началото на деветнадесети век е могъл да си помисли, че изобилно присъстващ вид е възможно да бъде унищожен за толкова кратко време. Но две високоефективни технологии – електрическият телеграф и пушката – дали възможност на ловците да издебват в засада ятата по време на тяхната миграция. В крайна сметка големият им брой въобще не се е оказал способен да ги запази.
Има предложения за клониране на Странстващия гълъб в бъдеще. Първо се сглобява ДНК на странстващия гълъб. И след това се инжектира в сперматозоиди и яйцеклетка с премахната ДНК. Осъществява се оплождане. Имплантира се в женския скален гълъб. Снася се яйце. След известно време странстващия гълъб се излюпва.